# Иезуитов, Андрей Николаевич
Андре́й Никола́евич Иезуи́тов (род. 10 апреля 1931, Ядрин, Чувашская АССР, СССР) — советский и российский литературовед, доктор филологических наук (1973), директор Института русской литературы АН СССР (Пушкинский Дом) (1983—1987).

## Биография
Андрей Иезуитов родился 10 апреля 1931 года в городе Ядрине Чувашской АССР в семье служащего. Мать Татьяна Константиновна Иезуитова (в девичестве Волкова) — дочь доктора медицинских наук Волкова Константина Васильевича (1871—1938). В 1932 году семья переехала в Ленинград. Окончил с серебряной медалью среднюю школу № 203 им. А. С. Грибоедова (1949).
Окончил отделение русского языка и литературы филологического факультета Ленинградского государственного университета (1954), там же аспирантуру по кафедре советской литературы (1957). Трудовую деятельность начал старшим редактором сценарного отдела киностудии «Ленфильм».
С 1959 по 1996 год работал в Институте русской литературы (Пушкинский Дом) младшим, старшим научным сотрудником (1959—1981), заведующим сектором теоретических исследований литературы, заместителем директора по научной работе (1981—1983), директором (1983—1987), главным и ведущим научным сотрудником (1987—1996). Защитил кандидатскую диссертацию в двух томах «Вопросы реализма в эстетике К. Маркса и Ф. Энгельса» (1960), докторскую «В. И. Ленин и вопросы реализма» — в 1972 году.
Литературовед Петр Выходцев в 1986 году после затяжного конфликта с директором Пушкинского дома А. Н. Иезуитовым уволен из института за «несоответствие занимаемой должности». Подоплёкой этого считаются следующие обстоятельства: ещё в 1972 году Выходцев выступил на стороне Михаила Шолохова в конфликте с Александром Яковлевым по поводу статьи последнего в «Литературной газете» «Против антиисторизма», обострившей противоречия в среде интеллигенции между «западниками» и «почвенниками». Письмо Выходцева, раскритиковавшего статью, было зачитано секретарём ЦК КПСС П. Н. Демичевым на заседании Политбюро. Это привело к тому, что Брежнев убрал Яковлева из партаппарата, отправив послом в Канаду, и уже тогда — в 1973 году Выходцев «поплатился» за письмо — его отстранили от преподавания в ЛГУ. В 1985 году пришедший к власти Горбачёв вернул Яковлева из опалы, назначив заведующим Отделом пропаганды ЦК КПСС и введя членом в ЦК КПСС, после чего Выходцева «убрали» и из института.
Является специалистом по проблемам философии, эстетики, истории и теории мировой и русской литературы, пушкиноведению.
Один из основателей Чувашского национально-культурного центра в Санкт-Петербурге. Действительный член Международной Академии информации, связи, управления в технике, природе, обществе (МАИСУ), Международной Академии Фундаментального Образования (МАФО), Академии информатизации образования (АИО) и Петербургской академии истории культуры.
Автор свыше 300 печатных работ, им изданы 12 монографий.

## Семья и личная жизнь
Супруга — Раиса Владимировна Иезуитова (1935—2021) — заместитель директора по научной работе Всероссийского музея А. С. Пушкина, доктор филологических наук, известный пушкинист.

## Основные работы
- Вопросы реализма в эстетике Маркса и Энгельса. — Л., 1963;
- Живое оружие (принцип партийности литературы в трудах В. И. Ленина). — Л., 1973;
- Социалистический реализм в теоретическом освещении. — Л., 1975;
- В. И. Ленин и русская литература. — М., 1985;
- Философия взаимодействия. Объяснение необъяснимого. — СПб., 1995;
- Информатика и философия взаимодействия. — СПб., 1997.

## Награды
- «Златая цепь» Русскоязычного содружества творческих деятелей (за служение русскому языку, объединяющему народы России).
- бронзовая медаль ВДНХ,
- Почетный знак «За особые заслуги в науке»,
- Медаль Ю. А. Гагарина,
- юбилейная медаль «55 лет Победы советского народа в Великой Отечественной войне 1941—1945 г.г.»